# 崔鴻
崔 鴻（さい こう、478年 - 525年）は、北魏の官僚・歴史家。字は彦鸞。東清河郡鄃県の出身。本貫は清河郡東武城県。『十六国春秋』の編著者として知られる。

## 経歴
崔光の弟の崔敬友の子として生まれた。若くして読書を好み、経書や史書に広く通じた。若い頃から史書編纂の志を持っていたが、史官になることはなく、公務に従事した。496年（太和20年）、彭城王左常侍に任じられた。502年（景明3年）、員外郎・尚書虞曹郎中に転じた。宣武帝により起居注編纂の命を受けた。給事中に転じ、祠部郎中を兼ねた。尚書都兵郎中に転じた。宣武帝が彭城王元勰以下の公卿・朝士・儒学者30人に命じて、尚書上省で律令を議論して定めさせたが、崔鴻は崔光とともにその議論に参与した。508年（永平元年）、豫州懸瓠の城民の白早生が刺史の司馬悦を殺害して反乱を起こすと、鎮南将軍の邢巒がこれを討つよう命じられ、崔鴻はその下で行台鎮南長史をつとめた。三公郎中に転じ、軽車将軍の号を加えられた。員外散騎常侍の位を受け、郎中を兼ねた。
506年（正始3年）、崔鴻は「蜀録」を除く『十六国春秋』の大半を書き上げた。以後十数年、崔鴻は成漢の重要史料である常璩『蜀書』を捜し求め続けた。
513年（延昌2年）、偏将軍の乙龍虎が父を失って喪に服したが、27カ月経たないうちに復帰を求めた。領軍の元珍は27カ月の服喪を満了しないうちに仕官を求めたことは制律に違反して5年の刑に相当すると論じたが、崔鴻は25カ月の服喪で充分であると主張して元珍と論争した。
514年（延昌3年）2月に父の崔敬友が59歳で死去すると、崔鴻は任を解かれて喪に服した。11月、宣武帝に召し出され、以前の官にもどされた。515年（延昌4年）、員外散騎常侍・兼郎中のまま中堅将軍の号を加えられた。郎中を兼ねたまま中散大夫・高陽王友に転じた。この年のうちに司徒長史となった。520年（正光元年）、前将軍の号を加えられた。孝文帝と宣武帝の起居注を修訂した。522年（正光3年）、『漢之書』を入手し、「蜀録」を書き上げて『十六国春秋』102巻を完成させた。524年（正光5年）1月、本官のまま国史の編纂を命じられた。525年（孝昌元年）、給事黄門侍郎に任じられた。まもなく散騎常侍・斉州大中正の任を加えられた。11月29日庚午、洛陽仁信里で死去した。享年は48。鎮東将軍・度支尚書・青州刺史の位を追贈された。

## 十六国春秋編纂について
崔鴻は20代の頃から史書を編纂したいという志が有り、司馬遷や譙周、陳寿を尊敬して五胡十六国時代の史書を編纂しようとしていた。このことについては自ら「呈奏十六国春秋表」を書いており、その意図がうかがえる。この「呈奏十六国春秋表」は梶山智史の訳文と研究が有り、以下にその文に依拠しつつ、『四庫全書総目提要』十六国春秋条等を用いて要所を記す。
「呈奏十六国春秋表」によれば、崔鴻は500年～503年（景明年間）に史書の資料を集め始めたという。504年までに資料収集が完了し、506年までに成漢以外の九十五巻を書き上げた。ところが成漢の史書『漢之書』の入手が遅れてしまい、完成は522年までずれ込んでしまった。前後して513年頃、原稿を書いていたのを聞きつけた宣武帝から奏上せよとの命が下ったが、史書の内容が北魏王朝に対して忌むところがあり、奏上を遠慮してしまったという。ただ、叔父の崔光がこの書を宣伝したので写本としては流通していたらしい。結局、朝廷に『十六国春秋』が収められたのは崔鴻の死後であった。　ただ、『十六国春秋』は北宋初期の太平御覧に引用されるのを最後に、この世から完本は消滅してしまった。

## 妻子

### 妻
- 張玉憐（張慶之の娘）

### 子
- 崔子元（秘書郎・斉州主簿。永安年間、父の書いた『十六国春秋』を孝荘帝に献上した。崔子元は後に反乱を計画し、発覚して逃亡したが、赦免された。まもなく従叔父に殺害された）
- 崔子文
- 崔子真
- 崔子長
- 崔子発
- 崔子房

### 女
- 崔元華（裴叔業の子の裴藹之にとついだ）

## 伝記資料
- 『魏書』巻67 列伝第55
- 『北史』巻44 列伝第32
- 魏故使持節鎮東将軍督青州諸軍事度支尚書青州刺史崔文貞侯墓誌銘（崔鴻墓誌）